# Renault Triber
A Renault Triber é uma minivan de segmento B com três fileiras de assentos produzida pela fabricante de carros francesa Renault por meio de sua subsidiária indiana Renault India. Foi introduzido na Índia em 19 de junho de 2019 e começou a ser vendido em agosto de 2019.